# Valle di Punilla
La valle di Punilla è un'ampia valle fluviale argentina, nella provincia di Córdoba. Essa si trova nella zona centro-nord-ovest della provincia, delimitata dalle Sierras Chicas ad est e dalle Sierras Grandes e dalla Pampa di Achala ad ovest; la valle è orientata da nord a sud e nella sua parte meridionale vi è il lago artificiale San Roque, alimentato dai fiumi San Antonio e Cosquín. Votata prevalentemente al turismo, la valle ha il suo centro più turisticamente rinomato in Villa Carlos Paz, città sita sul bordo meridionale del Lago San Roque.
La valle stessa è nota tuttavia anche per altre città scenografiche fra le quali: Cruz del Eje, Capilla del Monte, La Cumbre, La Falda, Valle Hermoso e Cosquín.
I due bacini artificiali di Cruz del Eje e La Falda, completati rispettivamente nel 1943 e nel 1979 per rifornire d'acqua la zona e per disciplinare il fluire delle acque, sono divenuti essi stessi una fonte di ricreazione e quindi attrattiva turistica.
Oltre a quelle citate, altre cittadine importanti della valle sono:
- Capilla del Monte
- Villa Giardino
- Los Cocos
- Huerta Grande
- Casa Grande
- Tanti
- Las Playas
- Bialet Massé

## Immagini della valle

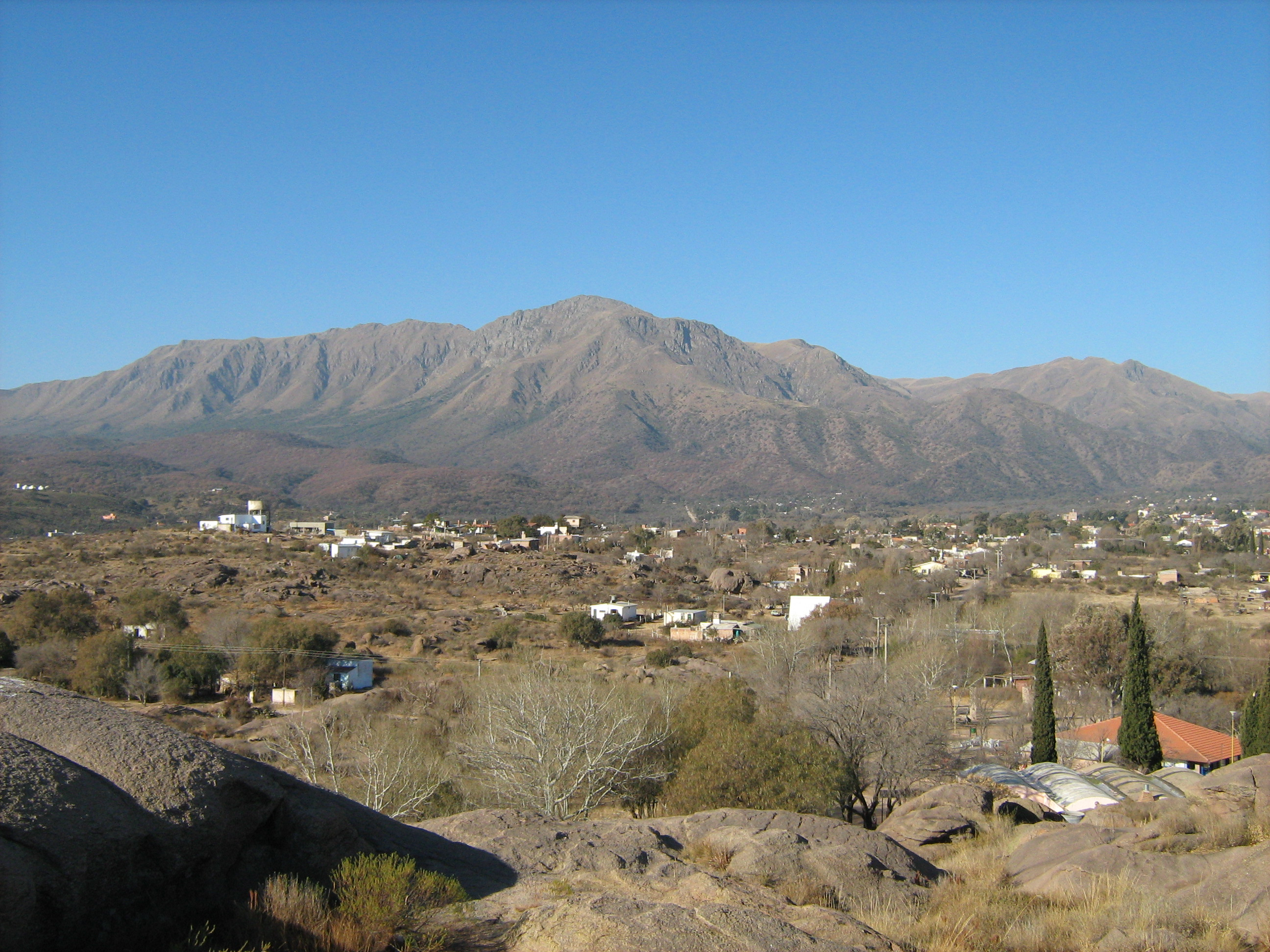
Il Monte Uritorco visto dalla geoforma chiamata El Zapato (La Scarpa) vicina alla città di Capilla del Monte (Cappella del Monte)

|  |  |  |